# Капрари, Джанлука
Джанлука Капрари (итал. Gianluca Caprari; родился 30 июля 1993 года, Рим, Италия) — итальянский футболист, нападающий клуба «Монца». Выступал в сборной Италии.

## Клубная карьера
Капрари — воспитанник клуба «Рома» из своего родного города. 8 марта 2011 года в матче Лиги чемпионов против донецкого «Шахтера» он дебютировал в основе, заменив во втором тайме Симоне Перотту. 7 мая в поединке против «Милана» Джанлука дебютировал в итальянской Серии A. В начале 2012 года для получения игровой практики он перешёл в «Пескару». Сумма трансфера составила 1,2 млн. евро. 24 февраля в матче против «Реджины» Капрари дебютировал в Серии B. 5 апреля в поединке против «Варезе» Джанлука забил свой первый гол за «Пескару». По итогам сезона Капрари помог клубу выйти в элиту. Летом того же года «Рома» за 2 млн. евро выкупила футболиста обратно.
В «Роме» Джанлука вновь сел на лавку и вышел на поле лишь однажды. В начале 2014 года он во второй раз перешёл в «Пескару». Сумма трансфера составила 1,5 млн. евро. В сезоне 2015/2016 Капрари забил 13 мячей и стал лучшим бомбардиром команды. Летом 2016 года миланский «Интер» заплатил за него 5 млн. евро. Для получения игровой практики Джанлука на правах аренды отправился в «Пескару».
Летом 2017 года Капрари перешёл в «Сампдорию», подписав контракт на пять лет. Сумма трансфера составила 15 млн. евро. 20 августа в матче против «Беневенто» он дебютировал за новую команду. 27 августа в поединке против «Фиорентины» Джанлука забил свой первый гол за «Сампдорию».

## Международная карьера
31 мая 2017 года в товарищеском матче против сборной Сан-Марино Капрари дебютировал за сборную Италии.